# Polifora

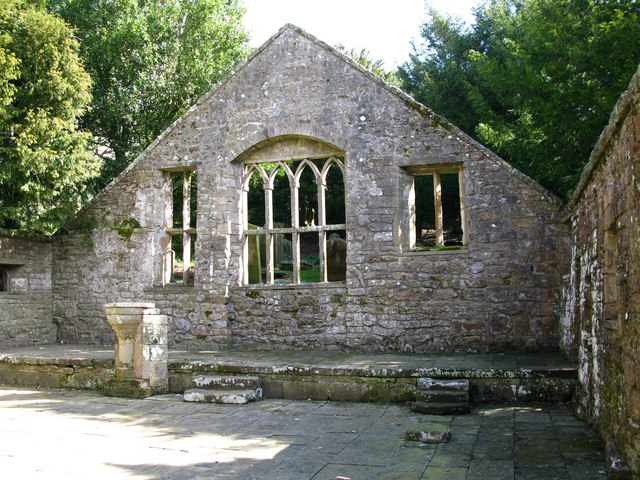
In het midden een polifora met vier vensteropeningen

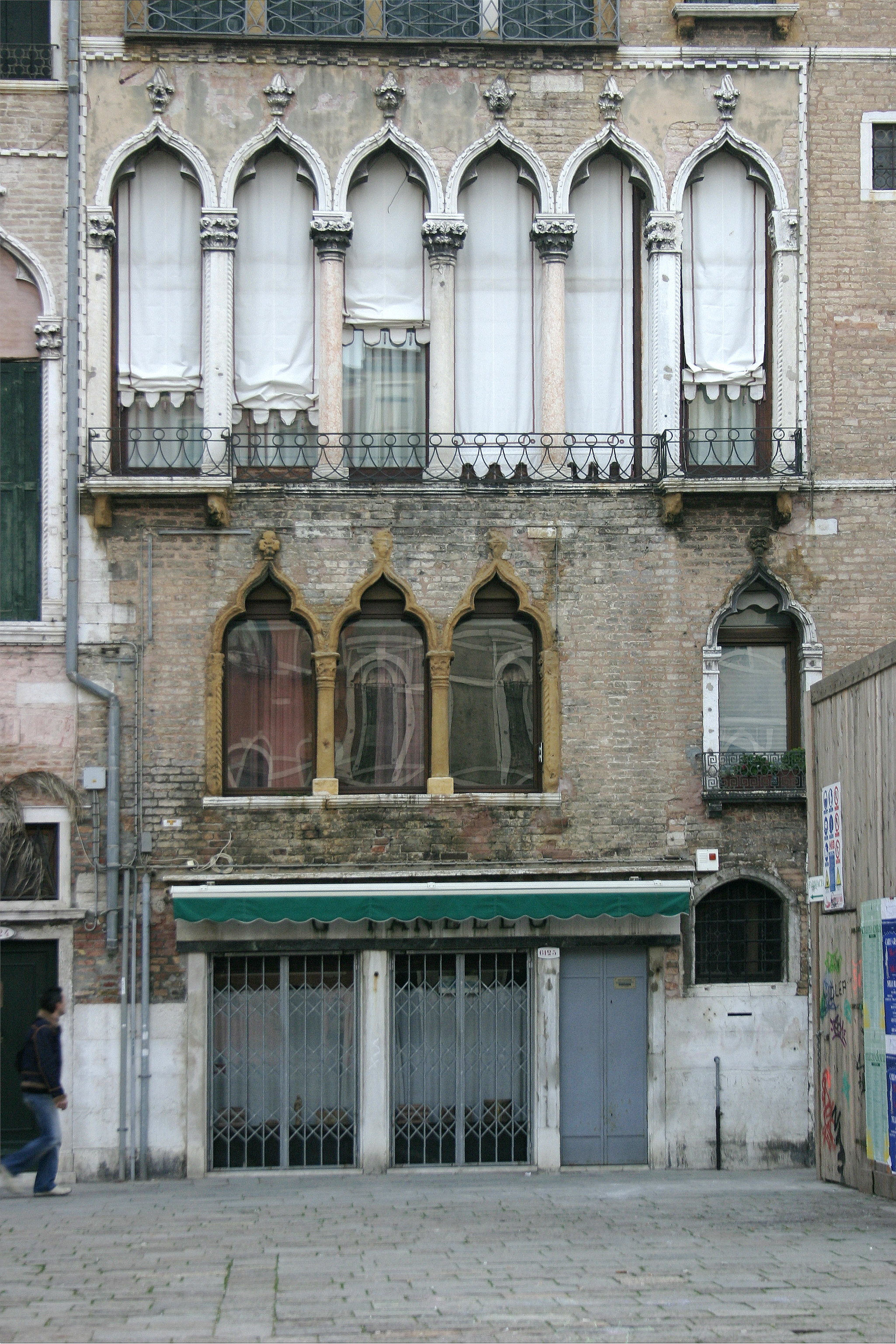
Een polifora met zes vensteropeningen en deelzuiltjes

Een polifora is een bepaald type venster met een specifieke vorm. Het venster is onderverdeeld in meerdere openingen die van elkaar worden gescheiden door een kolom of een zuil waarop de twee bogen van de beide omliggende vensteropeningen rusten. Soms zijn de openingen omlijst, waarbij er extra ruimte is ingevoegd tussen de bogen die gebruikt wordt voor decoratie.
De zuilen van de polifora zijn een deelzuiltje en kunnen bestaan uit een basement, een schacht en een kapiteel. Behalve deelzuiltjes kan er ook gebruikgemaakt zijn van montanten.